# N578 (België)
De N578 is een gewestweg in Marcinelle, België tussen de A503 en de N577. De weg heeft een lengte van ongeveer 500 meter.
De gehele weg bestaat uit 2x2 rijstroken.